# Narvik IK
Der Narvik IK ist ein 1962 gegründeter norwegischer Eishockeyklub aus Narvik. Die Herrenmannschaft spielt seit 2019 in der GET-ligaen und trägt ihre Heimspiele in der Nordkraft Arena aus.

## Geschichte
Der Verein wurde 1962 gegründet. In der Saison 2011/12 nahm der Narvik IK an der Division 3, der fünften schwedischen Spielklasse, teil. Zur Saison 2012/13 wechselte die Herrenmannschaft in die 1. divisjon, die zweite norwegische Spielklasse.